# Dicymbium
Dicymbium Menge, 1868 è un genere di ragni appartenente alla famiglia Linyphiidae.

## Distribuzione
Le 8 specie oggi attribuite a questo genere sono diffuse in varie zone della regione olartica: l'areale principale è costituito da Russia, Cina e Giappone.
La Dicymbium nigrum (Blackwall, 1834) è stata rinvenuta in alcune località dell'intera penisola italiana, mentre la relativa sottospecie nel solo settentrione.

## Tassonomia
A maggio 2011, si compone di 8 specie e 1 sottospecie secondo Platnick e 9 specie secondo Tanasevitch:
- Dicymbium elongatum (Emerton, 1882) — USA, Canada
- Dicymbium facetum (L. Koch, 1879) — Russia, Mongolia
- Dicymbium libidinosum (Kulczyński, 1926) — Russia, Cina
- Dicymbium nigrum (Blackwall, 1834)[4] — Regione paleartica
  - Dicymbium nigrum brevisetosum Locket, 1962[5] — Europa
- Dicymbium salaputium Saito, 1986 — Giappone
- Dicymbium sinofacetum Tanasevitch, 2006 — Cina
- Dicymbium tibiale (Blackwall, 1836) — Regione paleartica
- Dicymbium yaginumai Eskov & Marusik, 1994 — Russia, Giappone

### Nomen dubium
- Dicymbium ugandae Caporiacco, 1947; esemplare juvenile, rinvenuto in Uganda, a seguito di un lavoro dell'aracnologo Scharff del 1990 è da ritenersi nomen dubium[1].